# Pillowlavaspitze
Die Pillowlavaspitze ist ein 730 m hoher Berg an der Borchgrevink-Küste des ostantarktischen Viktorialands. In der Mountaineer Range ragt sie im Spatulate Ridge auf.
Wissenschaftler der deutschen Expedition GANOVEX III (1982–1983) nahmen ihre Benennung vor. Namensgebend ist die Pillowlava am Gipfel des Bergs.
pillow lava